# 小头坭蛇
小头坭蛇（学名：Trachischium tenuiceps），又稱黃腹食蚯蚓蛇，为游蛇科坭蛇属的爬行动物。分布于锡金、印度、尼泊尔以及中国大陆的西藏等地，一般栖息于海拔2400米左右的山区以及穴居宅边泥土内。该物种的模式产地在印度大吉岭。

## 保护
小头坭蛇已被入列中国国家林业局2000年8月1日发布的《国家保护的有益的或者有重要经济、科学研究价值的陆生野生动物名录》 。列入中国生物多样性红色名录——脊椎动物卷，评估级别为易危（VU）。
本种于2023年被收录入《有重要生态、科学、社会价值的陆生野生动物名录》。